# Tuskegee (Alabama)
Tuskegee es una ciudad ubicada en el condado de Macon en el estado estadounidense de Alabama. En el año 2000 tenía una población de 11 846 habitantes.

## Demografía
En el 2000 la renta per cápita promedia del hogar era de USD 18 889, y el ingreso promedio para una familia era de USD 26 862. El ingreso per cápita para la localidad era de USD 12 340. Los hombres tenían un ingreso per cápita de USD 23 333 contra USD 22 951 para las mujeres.

## Geografía
Tuskegee se encuentra ubicada en las coordenadas 32°25′53″N 85°42′24″O / 32.43139, -85.70667. Según la Oficina del Censo, la localidad tiene un área total de 40,7 km² (15,7 mi²), de la cual 40,1 km² (15,5 mi²) es tierra y 0,6 km² (0,2 mi²) (0%) es agua.

## Nativos famosos
- Rosa Parks (1913-2005), activista por el movimiento por los derechos civiles en Estados Unidos.
- Lionel Richie (n. 1949), cantante.